# 普賴爾冰川
70°5′S 160°10′E / 70.083°S 160.167°E
普賴爾冰川（英語：Pryor Glacier）是南極洲的冰川，分隔威爾遜山和烏薩爾普山脈，最終注入倫尼克灣，該冰川根據美國地質調查局的測量和美國海軍的空中照片被繪入地圖。